# The Avalanches
The Avalanches sono un gruppo musicale australiano di musica elettronica originario di Melbourne e attivo dal 1997.

## Storia del gruppo
Il primo album in studio del gruppo, Since I Left You (2000) fu costruito sfruttando i campionamenti estratti da dischi acquistati alle vendite di beneficenza di Sydney e ha avuto successo in Australia e in buona parte d'Europa.
Il disco è uscito negli Stati Uniti nel 2001 e successivamente in Giappone. Nel 2003 il gruppo passa alla Elektra Records. Nel 2005 la band inizia a lavorare ad un secondo album, ma da allora non dà più notizie di sé per anni.
Solo nel 2014 il gruppo ritorna a far parlare di sé su internet. 
Nel giugno 2016 la band pubblica il singolo Frankie Sinatra (Extended Mix). L'album Wildflower, secondo disco in studio, viene pubblicato nel luglio 2016.

## Formazione
Attuale
- Robbie Chater – tastiere, missaggio, produzione, cori, chitarra (1997–presente) (aka Bobby C)
- Tony Di Blasi – tastiere, basso, cori (1997–presente)
- James De La Cruz – turntablism, tastiere (2000–2002; 2015–presente)

Ex membri
- Manabu Etoh – batteria (1997)
- Dexter Fabay – turntablism (1998–2003)
- Gordon McQuilten – tastiere, percussioni, piano (1997–2001)
- Peter "Snakey" Whitford - percussioni (2001-2002)
- Darren Seltmann – tastiere, cori, produzione, missaggio, brass band (1997–2014)

## Discografia

### Album in studio
- 2000 – Since I Left You
- 2016 – Wildflower
- 2020 – We Will Always Love You

### EP
- 1997 – El Producto
- 1999 – Undersea Community
- 2000 – A Different Feeling
- 2001 – Electricity
- 2001 – At Last Alone

## Premi
- MTV Europe Music Awards 2001 - miglior video
- ARIA Awards 2001 - artista rivelazione (album e singolo)